# Musik & Talang
Musik & Talang är en finlandssvensk musikkongress och festival som arrangerats av DUNK – De Ungas Musikförbund i Svenskfinland i Vasa årligen sedan hösten 2011.
Till kongressprogrammet hör paneler, föreläsningar, intervjuer och masterclassar kring aktuella ämnen med proffs inom musikbranschen. Konsertutbudet är brett och består både av inhemska och utländska band och artister. Festivalen presenterar både nya och etablerade talanger.

## Historia
Diskussionen om en större samlande satsning för rytmmusiken i Svenskfinland startade redan i slutet av 2009, på initiativ av Svenska kulturfondens Håkan Omars och Sören Lillkung. Under 2010 sammankallades en större grupp sakkunniga till ett antal möten, och ur dessa möten föddes projektet Musik & Talang. Det första Musik & Talang-evenemanget ordnades 23-24 september 2011.

## Årets finlandssvenska låt
Musik & Talang ordnar årligen en omröstning där årets finlandssvenska låt utses. 
Vinnande låten samt artist per år: 
- 2019, Bubbeli – Mååhe [3]

- 2018, Crimson Peak – Mountainside [4]

- 2017, One Desire – Hurt [2]
- 2016, Rickard Eklund – Finland [5]

- 2015, Paul Oxley's Unit – Eyes open [6]

- 2014, Kaj – Jåo nåo e ja jåo YOLO ja nåo [7]